# 我係黃飛鴻
《我係黃飛鴻》（英語：Man from Guangdong）是香港電視廣播有限公司拍攝製作的劇集，全劇共20集，監製蕭笙，主要演員有郭富城、陳嘉輝、陳珮珊、何嘉麗、石堅、鄭君綿、胡楓、西瓜刨、胡曼音、張翼、白韻琴、李龍基、李顯明、駿雄、鄭雷、黃一飛、梁舜燕、夏萍、陳安瑩、承恩、白茵、田青、梁葆貞、馬小虎、俞明、陳有后、馬海倫、光毅等。
此劇一大特點，是由粵語片時代黃飛鴻電影系列專演奸人堅的石堅飾演黃飛鴻。

## 演員表
- 石　堅 飾 黃飛鴻
- 鄭君綿 飾 關仁堅
- 西瓜刨 飾 牙擦蘇
- 郭富城 飾 梁　謹
- 胡曼音 飾 蘇小妹
- 鄧泰和 飾 信　差
- 馬小虎 飾 大舊水/阿　水
- 陳子豪 飾 村　童/水手下
- 梁俊傑 飾 村　童/水手下
- 梁家池 飾 村　童/水手下
- 梁家傑 飾 村　童/水手下
- 白　茵 飾 古金鳳
- 陳嘉輝 飾 羅金來
- 陳安瑩 飾 古月芬
- 田　青 飾 羅百萬
- 梁葆貞 飾 戴奶媽
- 朱威廉 飾 村　童
- 梅　蘭 飾 農　婦
- 侯蔚雲 飾 陳寡婦
- 陳鳳冰 飾 鄰　居/王　婆
- 朱威明 飾 村　童
- 承　恩 飾 古天河
- 陳建得 飾 小　偷/村　民
- 區　嶽 飾 老
- 李兆基 飾 正　直
- 黃文標 飾 小二甲
- 彭峻輝 飾 小二乙
- 麥小華 飾 山　賊
- 鍾鏡波 飾 山　賊
- 黎秀英 飾 賣茶婆
- 周煥培 飾 老　伯
- 黃瑋琳 飾 路　人
- 楊嘉輝 飾 路　人
- 郭志坤 飾 路　人
- 河國榮 飾 神　父
- 陳珮珊 飾 如　意
- 劉超凡 飾 炳
- 梅智清 飾 路　人
- 何子滿 飾 路　人
- 何柏光 飾 龜奴海福/海　福
- 麥子雲 飾 打手阿強
- 鄭　雷 飾 飛機祥
- 馬兆猛 飾 住　客
- 陳勉良 飾 賽神仙
- 黃一飛 飾 陳二叔
- 孫季卿 飾 林　伯
- 黃健峰 飾 阿　章
- 鄧煜榮 飾 洋服店老板
- 鄺德輝 飾 洋服店工人
- 張　兆 飾 洋服店客人
- 梁舜燕 飾 蘭　姨
- 鄭維嘉 飾 艷　梅
- 飾 寶　芳
- 夏　萍 飾 綺　雲
- 梁　愛 飾 薇　薇
- 曾耀明 飾 花艇客人
- 張百賢 飾 花艇客人
- 李海生 飾 哈漢仁
- 蕭山仁 飾 周師爺
- 梁少狄 飾 阿　豹
- 黃德斌 飾 阿　彪
- 飾 十三少
- 俞　明 飾 八　少
- 馬健聰 飾 乞丐甲
- 郭卓樺 飾 乞丐乙
- 鄧以豪 飾 客棧掌櫃
- 陳漢強 飾 打　手
- 鄧繼榮 飾 打　手
- 鄭創偉 飾 碼頭工人
- 李漢城 飾 打　手
- 梁欽棋 飾 哈大勇
- 容嘉勵 飾 女侍應
- 莫燕嫦 飾 女侍應
- 何嘉麗 飾 小娟娟
- 凌　漢 飾 財　叔
- 羅君左 飾 白痴仔
- 王華盛 飾 戲院小販/路　人
- 袁漢波 飾 衣裳竹小販
- 余慕蓮 飾 白痴仔母
- 蔡永昌 飾 花艇客人
- 李連壽 飾 花艇客人
- 陳劍輝 飾 花艇客人
- 劉偉國 飾 花艇客人
- 李衛民 飾 講武社弟子
- 何振華 飾 哈手下
- 譚俊雄 飾 米舖伙記
- 伍秉君 飾 米舖客人
- 高天鳳 飾 米舖客人/寶芝林病人
- 羅　鴻 飾 米倉管工/村　民
- 唐炳光 飾 麵舖老板
- 麥樹燊 飾 餅店東主
- 李華幹 飾 藥材舖店主
- 黃重新 飾 麻瘋佬
- 李龍基 飾 黃超武
- 駿　雄 飾 肥　龍
- 李顯明 飾 瘦　虎
- 許志佳 飾 寶芝林徒弟
- 溫德強 飾 寶芝林徒弟
- 潘樹基 飾 寶芝林病人/路　人
- 張　兆 飾 寶芝林病人
- 馬耀湘 飾 解簽佬
- 黃思恩 飾 講武社徒弟
- 李衛民 飾 講武社徒弟
- 余袁穩 飾 神打師傅
- 譚一清 飾 紳　士
- 江德華 飾 乞　兒
- 劉　允 飾 豬肉貴
- 白韻琴 飾 扈三娘
- 鄧汝超 飾 小　二
- 黃成想 飾 掌　櫃
- 簡瑞超 飾 老　伯
- 叢世權 飾 阿　陸
- 張　翼 飾 祝　昆
- 容守怡 飾 鄉下婆
- 周藝明 飾 刀劍舖老板
- 吳錫興 飾 猥鎖路人
- 黃　新 飾 主　持
- 吳瑞庭 飾 小沙彌
- 徐新義 飾 假賽神仙
- 光　毅 飾 公　公
- 何文進 飾 賣衫檔主
- 鍾華東 飾 路　人
- 張國強 飾 路　人
- 曾近榮 飾 樵　夫
- 胡　楓 飾 鬼腳七
- 廖麗麗 飾 漁村婦女
- 游潔冰 飾 漁村婦女
- 飾 漁村婦女
- 飾 鴇　母
- 陳紹良 飾 糖水檔主
- 何國英 飾 生菓檔主
- 陳燕航 飾 妓女甲
- 方慧琪 飾 妓女乙
- 陳惠瑜 飾 孟　婆
- 麥少華 飾 壯　漢
- 劉桂芳 飾 村　婦
- 凌禮文 飾 父　老/陳父老
- 劉兆璋 飾 講古佬
- 侯振宇 飾 街　童
- 黎宛珊 飾 街　童
- 何璧堅 飾 解簽佬
- 區志豪 飾 路　人
- 陳錦文 飾 壯　漢
- 鄭　志 飾 壯　漢
- 蔡煥堯 飾 壯　漢
- 周藝明 飾 掌　櫃
- 鄒世良 飾 壯　漢
- 馮子健 飾 壯　漢
- 陳漢文 飾 壯　漢
- 黃建峰 飾 阿　章
- 石　雲 飾 東　主
- 馮瑞珍 飾 玉　媽
- 梁樂兒 飾 玉
- 馬海倫 飾 單眼英
- 郭卓樺 飾 嘍囉甲
- 黃瑋琳 飾 嘍囉乙
- 王偉樑 飾 嘍囉丙
- 區志雄 飾 二　爺
- 西川千秋 飾 少　女
- 林華勳 飾 村　民
- 計祥龍 飾 村　民
- 梁　雄 飾 粥檔老板
- 許堅信 飾 老　翁
- 香城雪子 飾 少　女
- 胡芳齡 飾 媒　婆
- 呂劍光 飾 陳老爺
- 陸應康 飾 阿　祥
- 方　傑 飾 阿　正

## 外部連結
- 《我係黃飛鴻》 GOTV 第1集重溫
- 豆瓣电影上《我係黃飛鴻》的資料 （简体中文）